# Sir Caradoc
Sir Caradoc della Torre dolorosa è un personaggio letterario arturiano, spesso chiamato l'Enorme per la sua grande mole (tanto che da qualcuno è stato immaginato come un gigante). Era figlio di Mitrides (o Aupatris) e fratello di sir Turquine.
Caradoc ebbe un figlio di nome Karakadin. Era stato un cavaliere alla corte di Uther Pendragon, ma poi non si schierò con Re Artù.
Caradoc fu forse il più conosciuto dei signori malvagi del regno, a cui piaceva catturare i cavalieri della Tavola rotonda, gettandoli, poi, nelle sue prigioni (da qui l'epiteto di Torre dolorosa). Il numero dei prigionieri, tra cui sir Yvain e sir Gawain, crebbe a tal punto che Artù fu costretto a dichiarare guerra a Caradoc. Prima che le forze si affrontassero in battaglia, sir Lancillotto sfidò Caradoc e lo uccise con una spada magica, donatagli da Lady Florée.